# Jan (biskup Europy Środkowej)
Jan (znany też jako Anba Giovanni) – duchowny Koptyjskiego Kościoła Ortodoksyjnego, od 2017 biskup Europy Środkowej. Sakrę biskupią otrzymał 11 listopada 2017. 9 grudnia został uroczyście intronizowany jako zwierzchnik nowo utworzonej diecezji środkowoeuropejskiej (obejmującej również Polskę).